# La Thuile, Savoie
La Thuile är en kommun i departementet Savoie i regionen Auvergne-Rhône-Alpes i sydöstra Frankrike. Kommunen ligger i kantonen Saint-Pierre-d'Albigny som tillhör arrondissementet Chambéry. År 2022 hade La Thuile 348 invånare.

## Befolkningsutveckling
Antalet invånare i kommunen La Thuile
| Referens: INSEE |